# Adriaan de Buck

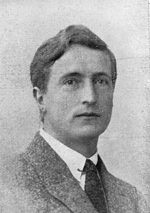
Adriaan de Buck

Adriaan de Buck (* 22. September 1892 in Oostkapelle; † 28. Oktober 1959 in Leiden) war ein bedeutender Ägyptologe. Er war von 1939 an Professor für Ägyptologie an der Universität Leiden.

## Leben
De Buck war der älteste Sohn des Pieter de Bruck, Pastor der Niederländisch-reformierten Gemeinde, und 
Johanna Catharina Agatha Vermaas. Sein jüngerer Bruder war der Bibliothekar und Philologe Hendrik de Bruck (1893–1986), Verfasser einer Bibliografie der geschiedenis van Nederland.
De Buck studierte Theologie in Leiden (1911–1916), anschließend Ägyptologie an der Universität Göttingen und der Humboldt-Universität zu Berlin. 1921 wurde er Pastor (predikant) in Ursum. Am 6. Juli 1922 promovierte er in Theologie in Leiden. 
Im Jahr 1924 nahm er an einem internationalen Projekt des Oriental Institute der University of Chicago teil, das die Veröffentlichung ägyptischer Sargtexte, die sich im Mittleren Reich teilweise aus den Pyramidentexten entwickelt hatten, zum Ziel hatte. Bis zu seinem Tod arbeitete De Buck an einer entsprechenden, insgesamt siebenbändigen Buchserie. Der erste Band erschien 1935, sein letzter Band wurde 1961 posthum veröffentlicht. Die Serie ist das wichtigste Werk de Bucks und wird bis heute als Standard angesehen. Im Jahr 2006 wurde die Serie mit einem von James Peter Allen (* 1945) zusammengestellten, achten Band abgeschlossen.
1928 wurde De Buck als Dozent, 1939 als Professor und 1949 als ordentlicher Professor für Ägyptologie an der Universität Leiden berufen. In dieser Zeit war er zusammen mit Franz Marius Theodor Böhl (1882–1976) Mitherausgeber des Jaarbericht van het Vooraziatisch-Egyptisch Gezelschap Ex Oriente Lux. Bekannt wurde er auch über seine Forschungen zum altägyptischen Sonnenkult, zudem veröffentlichte er ägyptische Sprachlehren.
1936 wurde er zum korrespondierenden Mitglied der Göttinger Akademie der Wissenschaften gewählt. Die Königlich Niederländische Akademie der Wissenschaften nahm ihn 1941 als ordentliches Mitglied auf.
1992 wurde in Leiden ein Symposium zu Ehren des hundertsten Geburtstags de Bucks abgehalten. Die Vorträge des Symposiums wurden 1996 in einer Festschrift veröffentlicht.

## Werke
- De Egyptische voorstellingen betreffende den oerheuvel. Ijdo, Leiden 1922. Diss. Univ. Leiden 1922
- De zegepraal van het licht : voorstellingen en symbolen uit den oud-Egyptischen zonnedienst. Amsterdam, Paris 1930.
- Egyptische grammatica. Nederlandsch Instituut voor het Nabije Oosten, Leiden 1941.
- Egyptisch leesboek, Deel I: Teksten, Deel II: Teeken-en woordenlijst. Leiden, 1941. Ins Englische übersetzt als Egyptian readingbook (1948).
- The Egyptian Coffin Texts. University of Chicago Press, Chicago, Ill. (Oriental Institute Publications. 34; 49; 64; 67; 73; 81;  87; 132)
  - Vol. 1: Texts of Spells 1 – 75. 1935.
  - Vol. 2: Texts of Spells 76 – 163. 1938.
  - Vol. 3: Texts of Spells 164 – 267. 1947.
  - Vol. 4: Texts of Spells 268 – 354. 1951.
  - Vol. 5: Texts of Spells 355 – 471. 1954
  - Vol. 6: Texts of Spells 472 – 786. 1956.
  - Vol. 7: Texts of Spells 787 – 1185. 1961.
  - Vol. 8: James P. Allen: Middle Kingdom Copies of Pyramid Texts. Oriental Institute of the University of Chicago, Chicago, Ill. 2006, ISBN 1-885923-40-6.